# Отшелникът (карта таро)
Отшелникът е карта таро от колодата карти таро Райдър-Уейт.

## Описание
Версията на Райдър-Уейт изобразява старец на планински връх, с жезъл в лявата ръка и фенер с шестолъчка в дясната.
Според Идън Грей, фенерът е Лампата на истината, използвана за насочване на незнаещите, старейшинският жезъл му помага да се движи по тесни пътеки, докато търси просветление, а мантията му е форма на дискретност. 

## Тълкувание
Според книгата на А. Е. Уейт от 1910 г. Picture Key to the Tarot, Отшелникът носи следните пророчески значения: 
9. ОТШЕЛНИКЪТ. Благоразумие, предпазливост; също и най-вече предателство, преструвка, мошеничество, поквара. Обърната: Прикритие, дегизиране, страх от закона, нелогична предпазливост.
Обикновено се смята, че картата символизира постепенното възстановяване. От тази гледна точна, Отшелникът е считан за помъдрялата версия на Магьосникът. Заради това и двете карти са свързани с астрологичния знак Дева. Отшелникът е „отдъпване от събитията и отношенията, в полза на себеанализ и събиране на сили“. Търсене на вътрешния глас или позоваване на вътрешни видения. Нужда за разбиране и съвет, или насока от възрастен човек. Карта на личното преживяване и замислена умереност.

## Примери
- Пиърпонт Морган Бергамо (15 век)
- Шарл VI (или Грингонер) (15 век)
- Жан Додал Марсилия (1701 – 1715)
- Ванденбор (1780)
- Court de Gébelin (1781)
- Renault (1820 – 1830)
- пиемонтски (1865)
- Осуалд Вирт (1889)
- Grand Etteilla (1890)
- Льоквар Марсилия (1890)
- Папус (1909)
- Tarot ReVisioned (2003)